# Lobocheilos lehat
Lobocheilos lehat är en fiskart som beskrevs av Bleeker, 1858. Lobocheilos lehat ingår i släktet Lobocheilos och familjen karpfiskar. Inga underarter finns listade i Catalogue of Life.